# Шеснаестоугао
У геометрији, шеснаестоугао је многоугао са шеснаест темена и шеснаест страница.

### Правилни шеснаестоугао
Правилни шеснаестоугао је шеснаестоугао код кога су све странице једнаке дужине и сви унутрашњи углови једнаки.
Сваки унутрашњи угао правилног шеснаестоугла има приближно 157° (степени) 30 ' (минута), а збир свих унутрашњих углова било ког шеснаестоугла износи 2520°.
Ако му је основна страница дужине {\displaystyle a\,\!}, површина правилног шеснаестоугла се одређује формулом

{\displaystyle P=4a^{2}\mathop {\mathrm {ctg} } \,{\frac {\pi }{16}}=4a^{2}({\sqrt {2}}+1)({\sqrt {4-2{\sqrt {2}}}}+1)}.
Површина шеснаестоугла се може израчунати и помоћу формуле:
{\displaystyle P=8R^{2}\sin {\frac {\pi }{8}}=16r^{2}\mathop {\mathrm {tg} } \,{\frac {\pi }{16}}}
где је са {\displaystyle R} означен полупречник описаног круга, а са {\displaystyle r} полупречник уписаног круга.
Обим правилног шеснаестоугла коме је страница дужине {\displaystyle a\,\!} је једнак {\displaystyle 16a\,\!}.

### Конструкција
Правилни шеснаестоугао се може конструисати уз помоћ лењира и шестара: 

Једна од могућих конструкција се надовезује на конструкцију осмоугла. Довољно је најпре конструисати правилни осмоугао, а затим и симетрале четири суседне странице и у пресеку са кружницом добити још осам тачака које ће са теменима осмоугла чинити шеснаест темена правилног шеснаестоугла.